# 六月湖交匯處 (加利福尼亞州)
六月湖交滙處（英語：June Lake Junction）是位於美國加利福尼亞州莫諾縣的一個非建制地區。該地的面積和人口皆未知。

## 地理
六月湖交滙處的座標為37°48′45″N 119°03′16″W / 37.81250°N 119.05444°W，而該地的平均海拔高度為2350米（即7719英尺）。